# State of Origin 2005
Die State of Origin Series 2005 waren die 26. Ausgabe des Rugby-League-Turniers State of Origin. Es bestand aus drei Spielen, die zwischen dem 25. Mai und dem 6. Juli stattfanden. New South Wales gewann die Series 2-1.

## Spiel 1
| 25. Mai 20:00 | Queensland Maroons | 24 : 20        | New South Wales Blues                                                       | Suncorp Stadium, Brisbane Zuschauer: 52.484 Schiedsrichter: Tim Mander |
| 25. Mai 20:00 | Versuche: Bowen, Crocker, Williams Erhöhungen: Smith (3/3) Straftritte: Smith (2/2) Dropgoals: Lockyer (1), Thurston (1) | (13:0) Bericht | Versuche: Buderus, Fitzgibbon, Gasnier, Rooney Erhöhungen: Fitzgibbon (2/3) | Suncorp Stadium, Brisbane Zuschauer: 52.484 Schiedsrichter: Tim Mander |

| 1                  | Billy Slater       |
| 2                  | Ty Williams        |
| 3                  | Shaun Berrigan     |
| 4                  | Paul Bowman        |
| 5                  | Matt Sing          |
| 6                  | Darren Lockyer     |
| 7                  | Johnathan Thurston |
| 8                  | Steve Price        |
| 9                  | Cameron Smith      |
| 10                 | Petero Civoniceva  |
| 11                 | Brad Thorn         |
| 12                 | Michael Crocker    |
| 13                 | Chris Flannery     |
| Auswechselspieler: |                    |
| 14                 | Carl Webb          |
| 15                 | Ben Ross           |
| 18                 | Casey McGuire      |
| 17                 | Matthew Bowen      |

| 1                  | Anthony Minichiello |
| 2                  | Matt King           |
| 3                  | Matt Cooper         |
| 4                  | Mark Gasnier        |
| 5                  | Luke Rooney         |
| 6                  | Trent Barrett       |
| 7                  | Brett Kimmorley     |
| 8                  | Luke Bailey         |
| 9                  | Danny Buderus       |
| 10                 | Jason Ryles         |
| 11                 | Nathan Hindmarsh    |
| 12                 | Craig Fitzgibbon    |
| 13                 | Ben Kennedy         |
| Auswechselspieler: |                     |
| 14                 | Craig Wing          |
| 15                 | Steve Simpson       |
| 16                 | Andrew Ryan         |
| 17                 | Anthony Watmough    |

## Spiel 2
| 15. Juni 20:00 | New South Wales Blues                                                                                                 | 32 : 22        | Queensland Maroons                                                 | Telstra Stadium, Sydney Zuschauer: 82.389 Schiedsrichter: Steve Clark |
| 15. Juni 20:00 | Versuche: Minichiello (2), Buderus, Cooper, Menzies Erhöhungen: Fitzgibbon (3/3) Johns (2/2) Straftritte: Johns (1/1) | (8:12) Bericht | Versuche: Bowen, Civoniceva, Slater, Thorn Erhöhungen: Smith (3/4) | Telstra Stadium, Sydney Zuschauer: 82.389 Schiedsrichter: Steve Clark |

| 1                  | Anthony Minichiello |
| 2                  | Matt King           |
| 3                  | Matt Cooper         |
| 4                  | Mark Gasnier        |
| 5                  | Luke Rooney         |
| 6                  | Braith Anasta       |
| 7                  | Andrew Johns        |
| 8                  | Jason Ryles         |
| 9                  | Danny Buderus       |
| 10                 | Steve Simpson       |
| 11                 | Nathan Hindmarsh    |
| 12                 | Craig Fitzgibbon    |
| 13                 | Ben Kennedy         |
| Auswechselspieler: |                     |
| 14                 | Craig Wing          |
| 15                 | Luke Bailey         |
| 16                 | Andrew Ryan         |
| 17                 | Steve Menzies       |

| 1                  | Billy Slater       |
| 2                  | Ty Williams        |
| 3                  | Shaun Berrigan     |
| 4                  | Paul Bowman        |
| 5                  | Matt Sing          |
| 6                  | Darren Lockyer     |
| 7                  | Johnathan Thurston |
| 8                  | Petero Civoniceva  |
| 9                  | Cameron Smith      |
| 10                 | Brad Thorn         |
| 11                 | Michael Crocker    |
| 12                 | Carl Webb          |
| 13                 | Chris Flannery     |
| Auswechselspieler: |                    |
| 14                 | Matthew Bowen      |
| 15                 | Ben Ross           |
| 16                 | Casey McGuire      |
| 17                 | Dane Carlaw        |

## Spiel 3
| 6. Juli 20:00 | Queensland Maroons                                | 10 : 32        | New South Wales Blues                                                              | Suncorp Stadium, Brisbane Zuschauer: 52.436 Schiedsrichter: Paul Simpkins |
| 6. Juli 20:00 | Versuche: Bowen, Thurston Erhöhungen: Smith (1/2) | (0:18) Bericht | Versuche: King (3), Anasta, Gasnier, Tahu Erhöhungen: Johns (3/5) Fitzgibbon (1/1) | Suncorp Stadium, Brisbane Zuschauer: 52.436 Schiedsrichter: Paul Simpkins |

| 1                  | Matthew Bowen      |
| 2                  | Ty Williams        |
| 3                  | Shaun Berrigan     |
| 4                  | Paul Bowman        |
| 5                  | Matt Sing          |
| 6                  | Darren Lockyer     |
| 7                  | Johnathan Thurston |
| 8                  | Petero Civoniceva  |
| 9                  | Cameron Smith      |
| 10                 | Danny Nutley       |
| 11                 | Michael Crocker    |
| 12                 | Brad Thorn         |
| 13                 | Chris Flannery     |
| Auswechselspieler: |                    |
| 14                 | Ben Ross           |
| 15                 | Ashley Harrison    |
| 16                 | Corey Parker       |
| 17                 | Tonie Carroll      |

| 1                  | Anthony Minichiello |
| 2                  | Matt King           |
| 3                  | Mark Gasnier        |
| 4                  | Matt Cooper         |
| 5                  | Timana Tahu         |
| 6                  | Braith Anasta       |
| 7                  | Andrew Johns        |
| 8                  | Jason Ryles         |
| 9                  | Danny Buderus       |
| 10                 | Luke Bailey         |
| 11                 | Nathan Hindmarsh    |
| 12                 | Craig Fitzgibbon    |
| 13                 | Ben Kennedy         |
| Auswechselspieler: |                     |
| 14                 | Steve Simpson       |
| 15                 | Craig Gower         |
| 16                 | Andrew Ryan         |
| 17                 | Steve Menzies       |

## Man of the Match
| Spiel | Man of the Match    |
| ----- | ------------------- |
| 1     | Steve Price         |
| 2     | Andrew Johns        |
| 3     | Anthony Minichiello |